# Ruta Provincial 70 (Santa Cruz)
La Ruta Provincial 70 es una carretera de la Patagonia argentina, en la provincia de Santa Cruz. Su recorrido total es de 33 km, actualmente asfaltada. Tiene como extremo sur el empalme RP 68 y al norte el empalme RP 14. Al igual que la RP 68 estas unen la Ruta 14 con la RN 281.